# Chiraiyakot
Chiraiyakot – miasto w północnych Indiach w stanie Uttar Pradesh, na Nizinie Hindustańskiej.
Populacja miasta w 2001 roku wynosiła 38 652 mieszkańców.